# Trotseerloodje

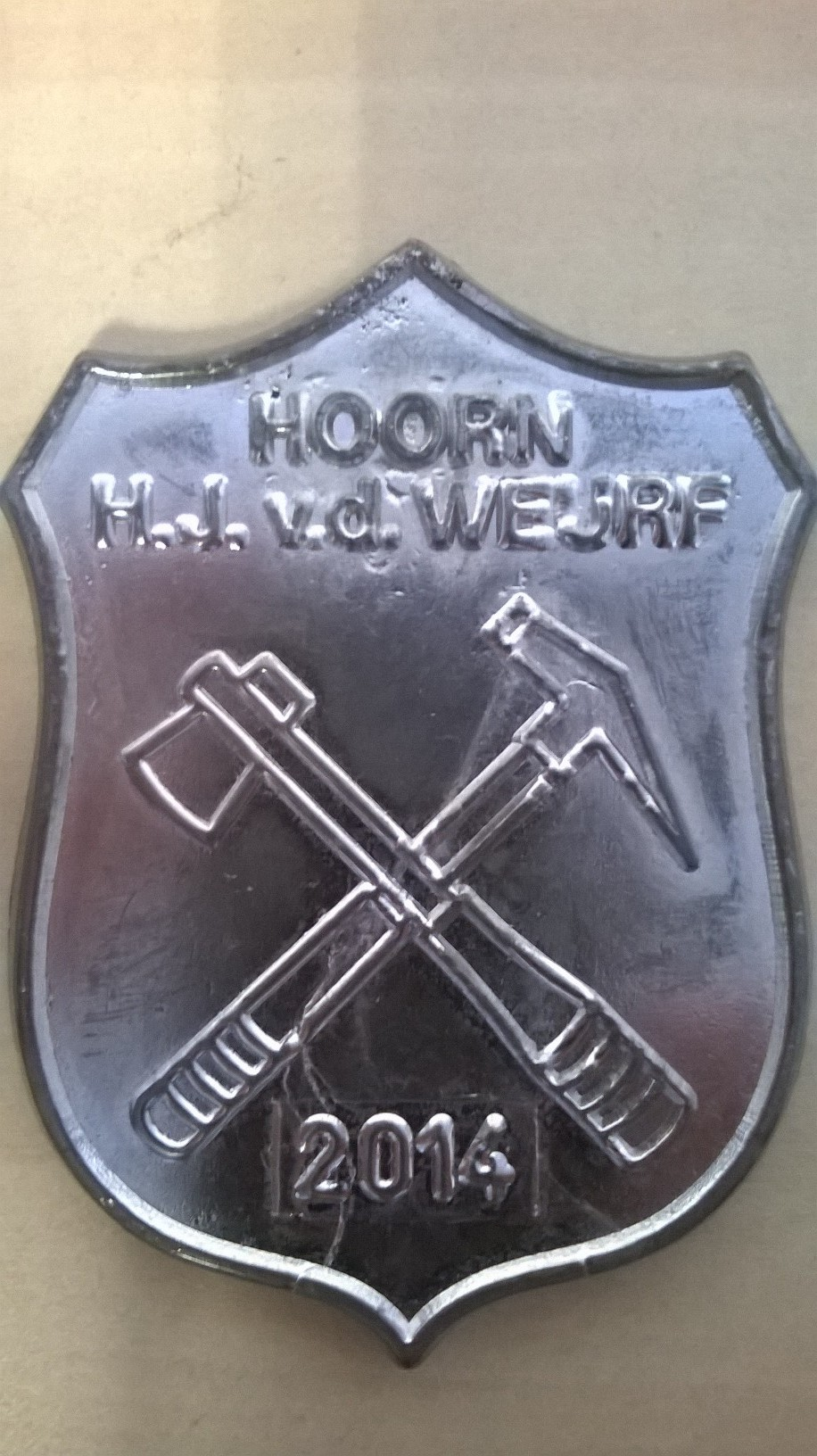
Trotseerloodje uit Hoorn

Een trotseerloodje is een stukje lood dat wordt gebruikt bij loden bekleding van daken en dakkapellen om spijkers waarmee het loodwerk is bevestigd af te dekken om zo inwateren tegen te gaan. 
Lood is vanaf de 16e eeuw in Nederland toegepast in de dakbedekking. Lood wordt zo veel mogelijk verdekt genageld. Dit om inwatering via de spijkergaten te voorkomen. Daar waar een open vernageling noodzakelijk is, worden de nagels afgedekt met een lapje lood dat boven de nagel wordt gesoldeerd. De trotseerloodjes  zijn vaak in de vorm van een schild- of medaillonvorm en werden in het verleden vaak voorzien van het merkteken van de loodgieter.
Het Woordenboek der Nederlandsche Taal geeft als alternatieve spelling trosseerloodje, het is vermoedelijk een verbastering van traceerloodje. In Bouwkundige termen van Haslinghuis en Janse zou het van het Franse woord trousser is oplichten of optillen komen. Andere benamingen: dakloodje, traceer-, traseer-, tranceer- of transeerloodje.

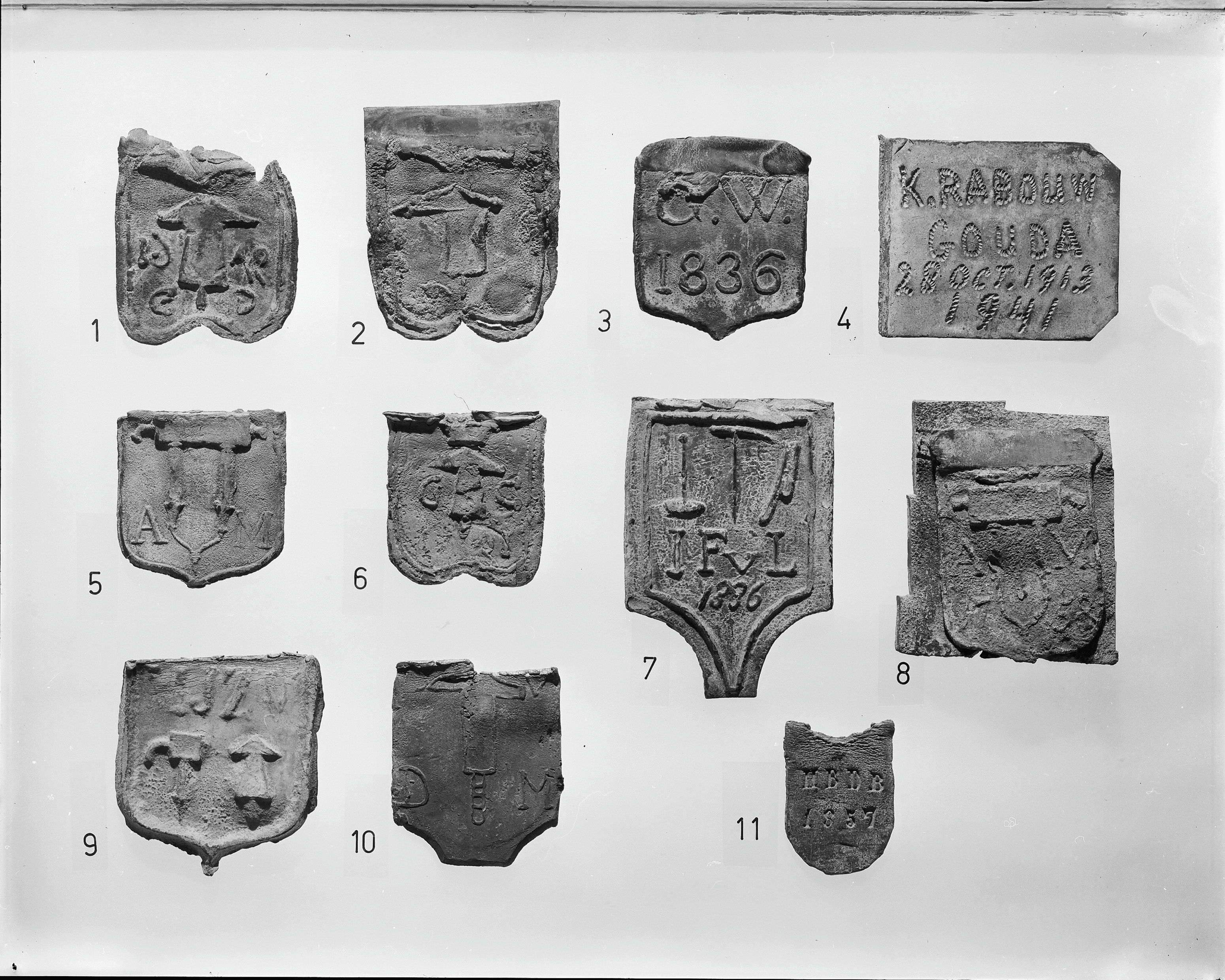
Verzameling historische trotseerloodjes
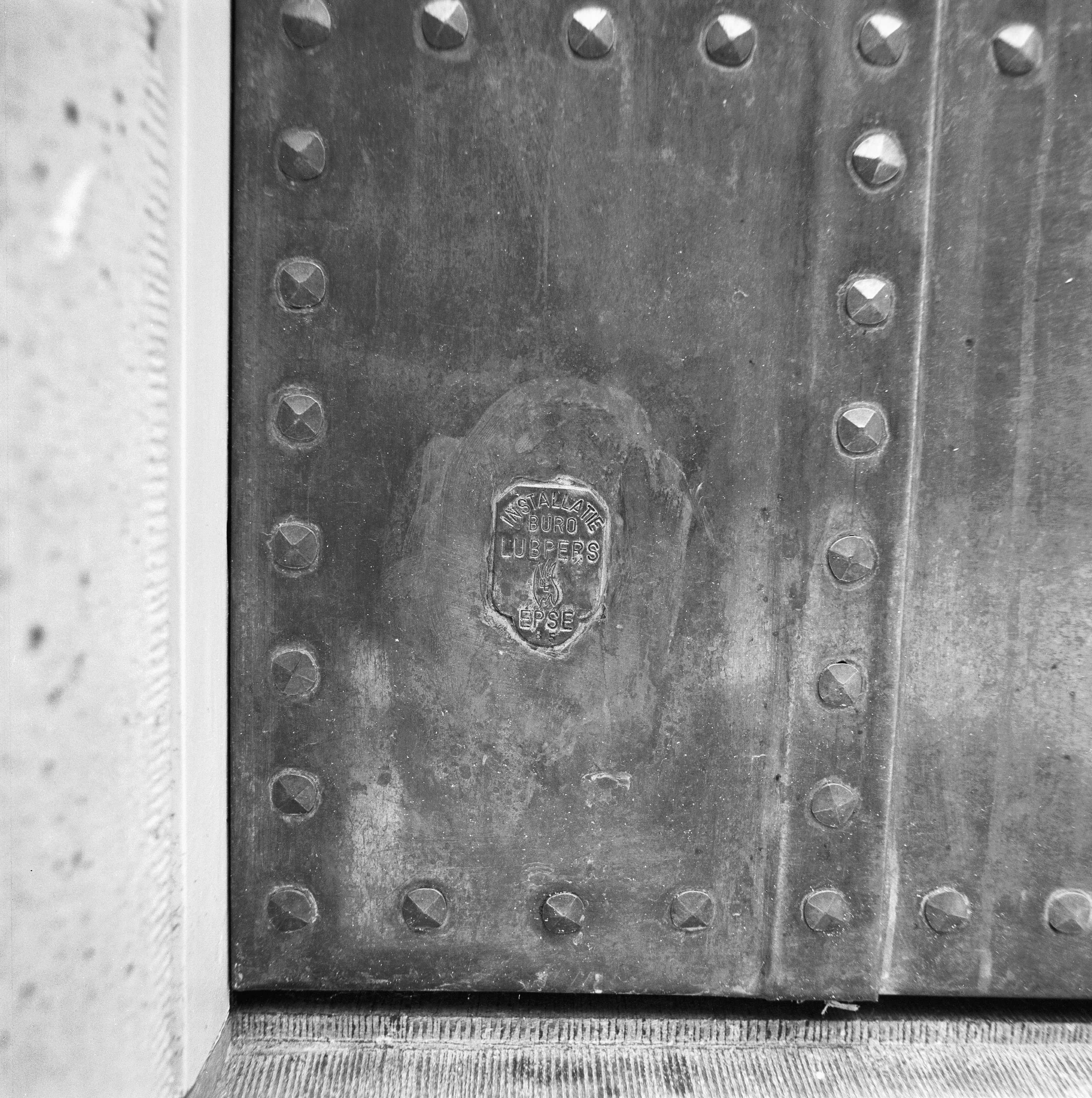
Trotseerloodje toegepast in een deur